# Carlo Vanzina

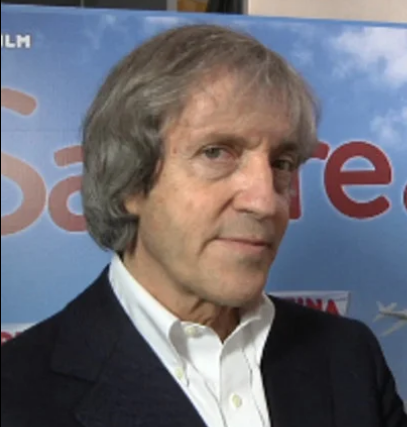
Carlo Vanzina, 2014

Carlo Vanzina (* 13. März 1951 in Rom; † 8. Juli 2018 ebenda) war ein italienischer Filmregisseur, Drehbuchautor und Filmproduzent. Seit 1976 führte er Regie, u. a. bei Filmen wie Gelati und Amore (Sapore di mare), Via Montenapoleone, Die Partie seines Lebens, Die römische Kanone und Sapore di te.

## Leben und Karriere
Carlo Vanzina, 1951 in Rom geboren, war der Sohn des Filmregisseurs und Drehbuchautors Stefano Vanzina, genannt Steno (1915–1988). Carlo Vanzina begann seine Filmkarriere als Regieassistent 1970 bei Mario Monicellis Abenteuerkomödie Brancaleone auf Kreuzzug ins heilige Land mit Vittorio Gassman und Adolfo Celi in den Hauptrollen.
1976 inszenierte er nach seinem eigenen Drehbuch mit Luna di miele in tre seinen ersten Kinofilm. Von da an hat Vanzina rund 70 Kino- und Fernsehproduktionen als Regisseur betreut. Die meisten Drehbücher für seine Filme schrieb er selbst. Einige Filme von Kollegen hat er mitproduziert. Vanzina fühlte sich in allen Filmgenren zu Hause. Die Anzahl der Kriminalfilme, Dramen und Komödien halten sich in seiner Filmografie in etwa im Gleichgewicht.
1988 besetzte er in der Literaturverfilmung Die Partie seines Lebens neben Matthew Modine drei starke weibliche Charaktere mit Faye Dunaway, Jennifer Beals und Corinne Cléry.
Für seine Komödie aus dem Jahre 1994 Die römische Kanone engagierte er neben italienischen Darstellern auch den populären amerikanischen Schauspieler Leslie Nielsen, bekannt aus der international erfolgreichen Trilogie Die nackte Kanone. Bis zu seinem Tode drehte Vanzina weitere etwa 30 Kinofilme, die meist nur auf dem einheimischen Markt ausgewertet wurden.

## Filmografie

### Als Filmregisseur (und meist Drehbuchautor)
- 1976: Luna di miele in tre
- 1979: Figlio delle stelle
- 1980: Arrivano i gatti
- 1980: Una vacanza bestiale
- 1981: I fichissimi
- 1982: Eccezzziunale… veramente
- 1982: Viuuulentemente mia
- 1983: Gelati und Amore (Sapore di mare)
- 1983: Mystère (Misterio)
- 1983: Il ras del quartiere
- 1983: Vacanze di Natale
- 1984: Ein bißchen verliebt (Amarsi un po'…)
- 1984: Ferien in Amerika (Vacanze in America)
- 1985: The Last Shot (Sotto il vestito niente)
- 1986: Yuppies – I giovani di successo
- 1987: Via Montenapoleone
- 1987: Meine ersten vierzig Jahre (I miei primi 40 anni)
- 1987: Montecarlo Gran Casinò
- 1988: Die Partie seines Lebens (La partita)
- 1989: Le finte bionde
- 1990: Tre colonne in cronaca
- 1991: Millions – Der Clan der Milliardäre (Miliardi)
- 1991: Piedipiatti
- 1992: Sognando la California
- 1993: Piccolo grande amore
- 1994: I mitici – Colpo gobbo a Milano
- 1994: Die römische Kanone (S.P.Q.R. 2000 e 1/2 anni fa)
- 1995: Io non spik inglish
- 1995: Selvaggi
- 1996: Squillo
- 1996: A spasso nel tempo
- 1997: Banzai
- 1997: A spasso nel tempo – L'avventura continua
- 1998: Anni '50 (Fernseh-Miniserie, 4 Folgen)
- 1999: Il cielo in una stanza
- 1999: Anni '60 (Fernseh-Miniserie, 4 Folgen)
- 1999: Vacanze di Natale 2000
- 2000: Quello che le ragazze non dicono
- 2001: E adesso sesso
- 2001: South Kensington
- 2002: Un maresciallo in gondolo (Fernsehfilm)
- 2002: Febbre da cavallo – La mandrakata
- 2003: Il pranzo della domenica
- 2004: Le barzellette
- 2004: In questo mondo di ladri
- 2005: Il ritorno di Monnezza
- 2005–2008: Un ciclone in famiglia (Fernsehserie, 22 Folgen)
- 2006: Eccezzziunale veramente – Capitolo secondo… me
- 2006: Olé
- 2007: Piper (Fernsehfilm)
- 2007: 2061: Un anno eccezionale
- 2008: Un'estate al mare
- 2008: Vip (Fernsehfilm)
- 2009: Un'estate ai Caraibi
- 2010: La vita è una cosa meravigliosa
- 2010: Ti presento un'amico
- 2011: Sotto il vestito niente – L'ultima sfilata
- 2011: Ex – Amici come prima!
- 2012: Buona giornata
- 2013: Mai stati uniti
- 2014: Sapore di te
- 2014: Un matrimonio da favola
- 2015: Torno indietro e cambio vita
- 2016: Miami Beach
- 2016: Non si ruba a casa dei ladri
- 2017: Caccia al tesoro

### Als Drehbuchautor
- 1976: Colpito da improvviso benessere
- 1978: Per vivere meglio, divertitevi con noi
- 1982: Vado a vivere da solo
- 1983: Sapore di mare 2 – Un anno dopo
- 1984: Un ragazzo e una ragazza
- 1986: Heiß, scharf und knusprig (Italian Fast Food)
- 1995: Vacanze di Natale '95
- 1998: Simpatici & antipatici
- 1999: Tifosi
- 2007: Matrimonio alle Bahamas
- 2011: Vacanze di Natale a Cortina
- 2014: Ma tu di che segno 6?

### Als Produzent
- 1986: Heiß, scharf und knusprig (Italian Fast Food)
- 1987: Cronaca nera (Fernsehfilm)
- 1988: Cinema
- 1988: Die Kraft zu leben (Il vizio di vivere)
- 1989: Heimlich, still und leise (Il decimo clandestino)
- 1989: Gesellschaftsspiele (Gioco di società)
- 1991: Vita coi figli (Fernsehfilm)
- 1997: Fratelli coltelli